# Геологічні процеси
Процеси геологічні (рос. процессы геологические; англ. geologic processes; нім. geologische Prozesse m pl) — природні процеси, які викликають зміни в складі і будові земної кори і верхньої мантії, а також рельєфі.
Геологічні процеси поділяють на ендогенні і екзогенні. Наприклад, тектонічні структури і магматичні породи формуються під дією ендогенних процесів, а осадові породи — при переважному впливі екзогенних процесів. Часто відбувається комплексний їх прояв. Історію геологічних процесів вивчають за будовою земної кори, похованим рельєфом минулих епох.
Геологічні процеси — хід розвитку явищ, при якому створюється або змінюється рельєф, відбуваються різноманітні рухи і перетворення в надрах і, зрештою, формується земна кора. Геологічні процеси є основним предметом вивчення динамічної або фізичної геології; просторово-тимчасовий їх прояв вивчає історична геологія, а ті з них, що формують рельєф — геоморфологія. Їх заведено ділити на дві основні групи — ендогенні та екзогенні, або процеси внутрішньої і зовнішньої динаміки. В останні десятиліття починають активно вивчатися ще одна група Г.п., які можна називати космогенними: надходження на землю космічного матеріалу, що обумовлює формування імпактних структур і, зрештою, самої Землі, вплив фізичних полів космосу. Всі Г.п. умовно можна розділити на стародавні і сучасні; останні називають також фізико-географічними. Геологію вони цікавлять для відновлення картин минулого, як фактор створення сучасного рельєфу.
За часом геологічні процеси можуть відбуватися у різні строки: одні закінчуються швидко — наприклад, виверження вулканів, землетруси, гірські обвали, а інші тривають мільйони років — осадонакопичення, гороутворення й ін.